# Thlypopsis ornata
A Thlypopsis ornata a madarak osztályának verébalakúak (Passeriformes) rendjébe és a tangarafélék (Thraupidae) családjába tartozó faj.

## Rendszerezése
A fajt Philip Lutley Sclater angol ügyvéd és zoológus írta le 1859-ben, a Nemosia nembe Nemosia ornata néven.

## Alfajai
- Thlypopsis ornata macropteryx von Berlepsch & Stolzmann, 1896
- Thlypopsis ornata media J. T. Zimmer, 1930
- Thlypopsis ornata ornata (P. L. Sclater, 1859)[2]

## Előfordulása
Az Andokban, Ecuador, Kolumbia és Peru területén honos. Természetes élőhelyei a szubtrópusi és trópusi hegyi esőerdők és magaslati cserjések.

## Megjelenése
Testhossza 13 centiméter, testtömege 10-15 gramm.

## Természetvédelmi helyzete
Az elterjedési területe nagyon nagy, egyedszáma pedig stabil. A Természetvédelmi Világszövetség Vörös listáján nem fenyegetett fajként szerepel.